# Халиди, Валид
Валид Халиди (араб. وليد الخالدي‎; род. 16 июля 1925, Иерусалим) — палестинский историк, специалист по Накбе.
Сооснователь Института исследований Палестины, созданного в Бейруте в декабре 1963 года как независимого исследовательского и издательского центра, фокусирующегося на проблеме Палестины и арабо-израильском конфликте. До 2016 года был его генеральным секретарём. Давний сторонник решения конфликта в формате два государства для двух народов. 

## Биография

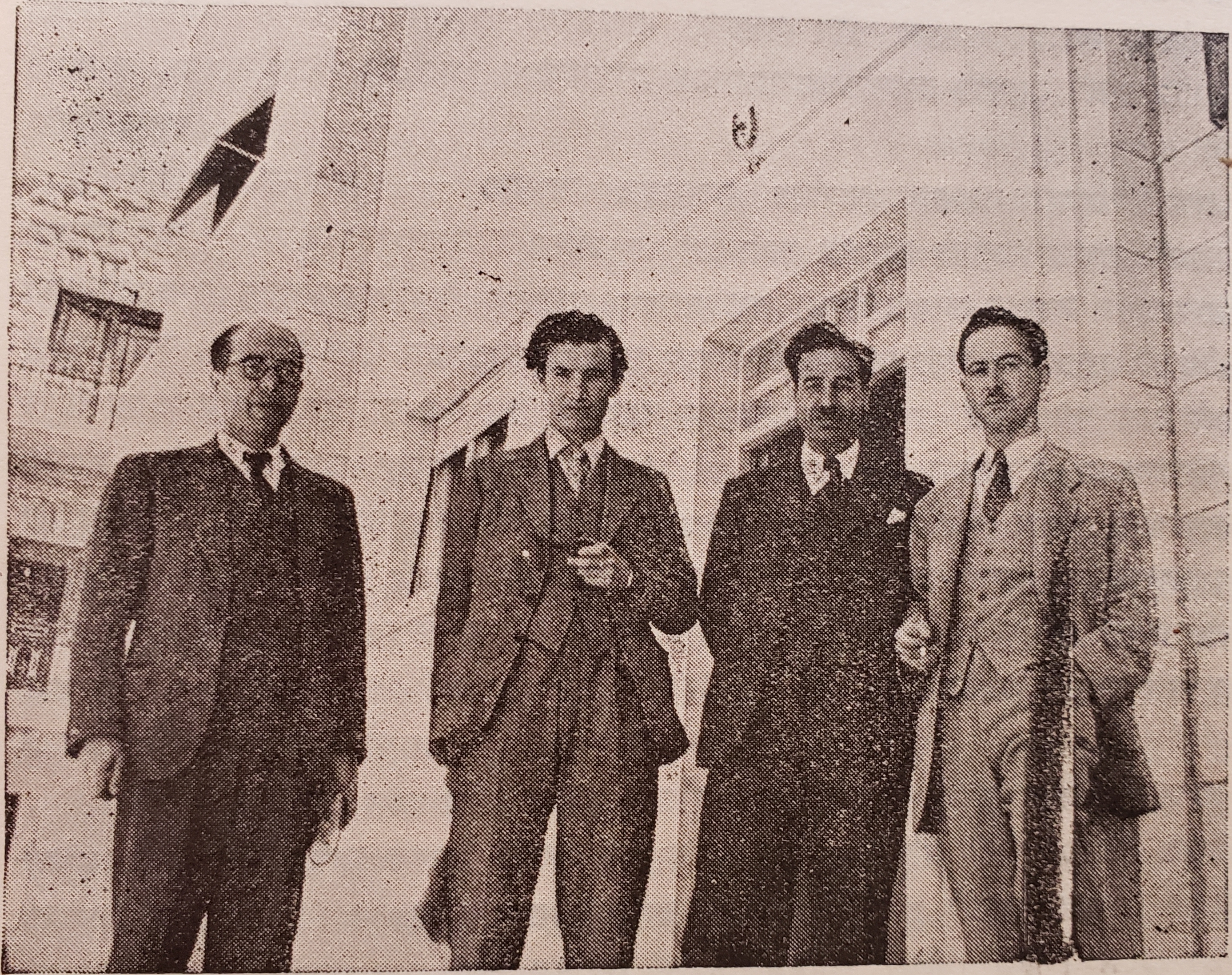
Молодые арабские учёные в 1947 году. Халиди второй слева

Родился в Иерусалиме. Его отец Ахмад Самих Халиди был деканом Арабского колледжа Иерусалима, мачеха Анбара Салам Халиди — ливанской феминисткой, переводчицей и писательницей. Его единокровные братья — историк Тариф Халиди и биохимик Усама аль-Халиди.
Халиди окончил Лондонский университет со степенью бакалавра в 1945 году, затем учился в Оксфордском университете, получив степень магистра литературы в 1951 году. Затем он преподавал на факультете восточных исследований в Оксфорде, пока не ушёл в отставку в знак протеста против британского участия во вторжении в Египет (Суэцкий кризис). Ещё в 1950-х годах написал два эссе об учёном-суфии Абду-ль-Гани ан-Набулси, пропагандировавшим и практиковавшим веротерпимость к иудеям и христианам.
До 1982 года был профессором политических исследований в Американском университете Бейрута. Затем стал научным сотрудником Гарвардского центра международных дел. Также преподавал в Принстонском университете.
Член Американской академии искусств и наук.

## Некоторые известные работы
- «Before Their Diaspora» — фотографическое эссе о палестинском обществе до 1948 года,
- «All That Remains» — энциклопедический сборник историй деревень, которые он редактировал[9][10].